# The Definitive Collection (альбом ABBA)
The Definitive Collection — компіляція 2001 шведської групи ABBA. Вона складається з двох дисків: на першому присутні пісні 1972-79 років («People Need Love» — «Does Your Mother Know»), на другому — пісні 1979-82 років («Voulez-Vous» — «Under Attack»), причому всі вони розташовані в хронологічному порядку. Винятком можна назвати доріжку «Thank You for the Music», яка, попри те, що вона була записана ще в 1977 році, була випущена як сингл лише в 1983 році, вже після розпаду групи. Вона присутня на другому диску разом з двома бонусними треками, реміксами «Ring Ring» и «Voulez-Vous».
«The Definitive Collection» є єдиною офіційною компіляцією ABBA, що включала всі британські (а значить — і майже всі міжнародні) сингли групи з 1973 до 1983 року. Також були включені чотири «неофіційні» — тобто не випущені офіційним лейблом групи, Polar Music, на території Скандинавських країн. Це — ремікс «Ring Ring» 1974 року, а також пісні «Angeleyes», «Lay All Your Love On Me» and «Thank You For The Music».
The Definitive Collection замінила попередню компіляцію, The Singles: The First Ten Years, випущену ще в 1982 році.
DVD під такою ж назвою, The Definitive Collection, був випущений в 2002 році; на ньому присутні всі музичні кліпи ABBA поряд з п'ятьма додатковими відео та фотогалереєю.
У 2003 році альбом увійшов під номером 180 до Списку 500 найкращих альбомів усіх часів за версією журналу Rolling Stone.

## Список композицій

### Диск 1
1. «People Need Love[en]» — 2:45
2. «He Is Your Brother[en]» — 3:18
3. «Ring Ring[en]» — 3:04
4. «Love Isn't Easy[en]» — 2:53
5. «Waterloo» — 2:47
6. «Honey, Honey[en]» — 2:55
7. «So Long[en]» — 3:05
8. «I Do, I Do, I Do, I Do, I Do» — 3:16
9. «SOS» — 3:20
10. «Mamma Mia» — 3:32
11. «Fernando[en]» — 4:14
12. «Dancing Queen» — 3:51
13. «Money, Money, Money[en]» — 3:05
14. «Knowing Me, Knowing You[en]» — 4:01
15. «The Name of the Game[en]» — 4:52
16. «Take a Chance on Me[en]» — 4:05
17. «Eagle» — 4:27
18. «Summer Night City[en]» — 3:35
19. «Chiquitita[en]» — 5:24
20. «Does Your Mother Know[en]» — 3:13
21. «Rock Me[en]» — 3:08[5]
22. «Hasta Mañana[en]» — 3:11[5]

### Диск 2
1. «Voulez-Vous[en]» — 5:08
2. «Angeleyes[en]» — 4:19
3. «Gimme! Gimme! Gimme!» — 4:50
4. «I Have a Dream[en]» — 4:42
5. «The Winner Takes It All» — 4:56
6. «Super Trouper[en]» — 4:13
7. «On and On and On[en]» — 3:42
8. «Lay All Your Love on Me» — 4:34
9. «One Of Us[en]» — 3:56
10. «When All Is Said And Done[en]» — 3:17
11. «Head Over Heels[en]» — 3:47
12. «The Visitors[en]» — 5:46
13. «The Day Before You Came[en]» — 5:51
14. «Under Attack[en]» — 3:47
15. «Thank You for the Music[en]» — 3:51
16. «Ring Ring» (сингл-ремікс для Сполученого Королівства 1974 р.; бонус-трек) — 3:10
17. «Voulez-Vous» (розширений промо-ремікс для США 1979 р.; бонус-трек) — 6:07

### DVD
1. «Waterloo» — 2:47
2. «Ring Ring[en]» — 3:04
3. «Mamma Mia» — 3:32
4. «SOS» — 3:20
5. «Bang-A-Boomerang[en]» — 2:50
6. «I Do, I Do, I Do, I Do, I Do» — 3:16
7. «Fernando[en]» — 4:14
8. «Dancing Queen» — 3:51
9. «Money, Money, Money[en]» — 3:05
10. «Knowing Me, Knowing You[en]» — 4:01
11. «That’s Me[en]» — 3:16
12. «The Name of the Game[en]» — 4:52
13. «Take a Chance on Me[en]» — 4:05
14. «Eagle» — 4:27
15. «One Man, One Woman[en]» — 4:37
16. «Thank You for the Music[en]» — 3:51
17. «Summer Night City[en]» — 3:35
18. «Chiquitita[en]» — 5:24
19. «Does Your Mother Know[en]» — 3:13
20. «Voulez-Vous[en]» — 5:08
21. «Gimme! Gimme! Gimme!» — 4:50
22. «On and On and On[en]» — 3:42
23. «The Winner Takes It All» — 4:56
24. «Super Trouper[en]» — 4:13
25. «Happy New Year[en]» — 4:23
26. «When All Is Said And Done[en]» — 3:17
27. «One Of Us[en]» — 3:56
28. «Head Over Heels[en]» — 3:47
29. «The Day Before You Came[en]» — 5:51
30. «Under Attack[en]» — 3:47
31. «When I Kissed The Teacher» — 3:01
32. «Estoy Sonando» — 4:45
33. «Felicidad» — 4:23
34. «No Hay A Quien Culpar» — 3:17
35. «Dancing Queen»

## Чарти
| Чарт (2001)                                | Найвища позиція |
| ------------------------------------------ | --------------- |
| Австрія Austrian Albums (Ö3 Austria)       | 38              |
| Бельгія Belgian Albums (Ultratop Flanders) | 29              |
| Ірландія Irish Albums (IRMA)               | 33              |
| Італія Italian Albums (FIMI)               | 10              |
| Велика Британія UK Albums (OCC)            | 17              |

| Чарт (2002)                                          | Найвища позиція |
| ---------------------------------------------------- | --------------- |
| Австралія Australian Albums (ARIA)                   | 10              |
| Нова Зеландія New Zealand Albums (Recorded Music NZ) | 9               |

| Чарти (2003)                         | Найвища позиція |
| ------------------------------------ | --------------- |
| Нідерланди Dutch Albums (MegaCharts) | 39              |

| Chart (2004)                                 | Peak position |
| -------------------------------------------- | ------------- |
| Данія Danish Albums (Hitlisten)              | 3             |
| Норвегія Norwegian Albums (VG-lista)         | 8             |
| Швеція Swedish Albums (Sverigetopplistan)    | 26            |
| Швейцарія Swiss Albums (Schweizer Hitparade) | 34            |

| Чарт (2010)                                        | Найвища позиція |
| -------------------------------------------------- | --------------- |
| Фінляндія Finnish Albums (Suomen virallinen lista) | 28              |

| Чарт (2011)                  | Найвища позиція |
| ---------------------------- | --------------- |
| Франція French Albums (SNEP) | 35              |

## Сертифікації
| Регіон                                                                                          | Сертифікація  | Продажі  |
| ----------------------------------------------------------------------------------------------- | ------------- | -------- |
| Австралія (ARIA)                                                                                | 2× Платиновий | 140 000^ |
| Австралія (ARIA) video                                                                          | 3× Платиновий | 45 000^  |
| Бразилія (ABPD)                                                                                 | Золотий       | 50 000*  |
| Данія (IFPI Denmark)                                                                            | Золотий       | 25 000^  |
| Франція (SNEP)                                                                                  | Золотий       | 50 000*  |
| Німеччина (BVMI)                                                                                | Платиновий    | 300 000^ |
| Німеччина (BVMI) video                                                                          | 2× Платиновий | 100 000^ |
| Мексика (AMPROFON) video                                                                        | Золотий       | 10 000^  |
| Нідерланди (NVPI) video                                                                         | Золотий       | 40 000^  |
| Нова Зеландія (RIANZ)                                                                           | Золотий       | 7500^    |
| Південна Корея                                                                                  | —             | 134,996  |
| Швейцарія (IFPI Switzerland)                                                                    | Золотий       | 20 000^  |
| Швеція (IFPI Sweden)                                                                            | Золотий       | 40 000^  |
| Велика Британія (BPI)                                                                           | Золотий       | 100 000^ |
| США                                                                                             | —             | 342,000  |
| *продажі, що базуються лише на сертифікаціях ^відвантаження, що базуються лише на сертифікаціях |               |          |